# 系統連線
系統連線（英語：System Link）是一種在 Xbox 與 Xbox 360 上使用區域網運作的類似於離線的多人遊戲模式。網路交換器與直接連接的乙太網路線也可以將多個主機連接在一起，或是直接將兩個主機運行模式合併。當不用到開關而互相連接兩個 Xbox 主機時需要交叉線，然而 Xbox 360 主機使用標準線路即可達成。
一張遊戲或遊戲光碟連接 Xbox 主機時需要用到系統連線。而遊戲必須得含有相同的遊戲內容，譬如普通版的遊戲對應普通版遊戲光碟；含有可下載內容的遊戲配上同樣含有可下載內容的遊戲。然而，部分白金版遊戲不能與非白金版遊戲系統連線。
系統連線被使用的目的是去創建一個可以在多個主機同時進行離線遊戲的環境，這使得遊戲的分割畫面機制可以不被觸動，並使遊戲過程更加方便。例如最後一戰：戰鬥進化中遊戲可以同時容納16名玩家進行線上遊戲，而一個分割畫面最多可以包含四名玩家，這代表若有四個主機系統連結時就可以運行此種離線模式。遲後，前 Xbox Live 遊戲例如最後一戰2、虛幻錦標賽比最後一戰：戰鬥進化支援更多的主機進行系統連線。而當「系統連線」因為前 Xbox Live 遊戲時期而大眾化時，其相容性也被用來進行電腦遊戲多年已久。系統連線主要的優勢是可以准許玩家本機主持遊戲，並進行多樣化的設定。同樣系統連線可以被視為小型的 Xbox 伺服器。
系統連線也准許在虛擬私人網路（VPN）發布伺服器，導致了區域網在系統連線內取代了 Xbox 的網路連線。
Xbox 360 主機不僅可以將乙太網路連結到區域網，也可以利用無線網卡（例如 Xbox 360 無線網卡或者網狀網路）。除此之外，一些 Xbox Live 的特色作品，如最後一戰3也可以在同個區域網內連接 Xbox Live 並進行線上配對。
利用允許在區域網進行多人遊戲的設置，系統連線也使私人或者公開遊戲的網路派對開始形成。